# Gmund am Tegernsee
Gmund am Tegernsee este o comună din landul Bavaria, Germania.